# Guifré II de Besalú
Guifré II de Besalú (?-957) fou comte de Besalú (927-957). Fill de Miró II de Cerdanya (878-927) i la seva muller Ava de Cerdanya (? - 961) els quals tingueren quatre fills (Sunifred II de Cerdanya, Guifré II de Besalú, Oliba I de Besalú i Cerdanya i Miró Bonfill bisbe de Girona) i quatre filles (Quixilona, Goltregoda, Guilinda i Sesenauda). En morir Miró II va heretar el comtat de Besalú mentre el seu germà Sunifred rebia el comtat de Cerdanya. Ambdós eren menors d'edat i la seva mare Ava va fer de regent fins al 945.
Ja com a comte fundà el monestir de Sant Pere de Camprodon comprant al bisbe de Girona, Gotmar, el 14 d'abril de 948 l'església parroquial amb els seus delmes i primícies, convertint-la en el nucli inicial del nou monestir, on establí una comunitat benedictina. Calia donar forma legal a la fundació del nou monestir, i per això va sol·licitar un precepte reial a Lluís d'Ultramar. Fou el darrer comte de la Gòtia que anà a retre vassallatge al rei de França.
El 957 es va produir a Besalú una revolta nobiliària, liderada per un clergue anomenat Adalbert i en la que segurament hi estaven implicats els fills de l'antic comte Radulf. La revolta va prendre prou proporcions per fer tancar Guifré dins ell seu castell de Besalú. Els revoltats l'encerclaren establint-ne el setge. Això va fer que Guifré, no veient possibilitats de resistir, busqués la salvació en la fugida, però va ser encalçat pels sublevats, que aconseguiren atrapar-lo i el mateix Adalbert l'occí amb el seu punyal. Sunifred va aconseguir dominar l'alçament i confiscà els béns dels revoltat. En morir sense descendència el succeí el seu germà Sunifred II de Cerdanya.